# Шило (Добрињ)
Шило је насељено место у саставу општине Добрињ, на острву Крку у Приморско-горанској жупанији, Република Хрватска.

## Историја
До територијалне реорганизације у Хрватској налазило се у саставу старе општине Крк.

## Становништво
На попису становништва 2011. године, Шило је имало 384 становника.

## Попис1991.
На попису становништва 1991. године, насељено место Шило је имало 346 становника, следећег националног састава:
| Попис 1991.‍  | Попис 1991.‍  | Попис 1991.‍ | Попис 1991.‍ | Попис 1991.‍ |
| ------------ | ------------ | ----------- | ----------- | ----------- |
|              |              |             |             |             |
| Хрвати       | Хрвати       |             | 317         | 91,61%      |
| Југословени  | Југословени  |             | 6           | 1,73%       |
| Срби         | Срби         |             | 3           | 0,86%       |
| Мађари       | Мађари       |             | 1           | 0,28%       |
| Словаци      | Словаци      |             | 1           | 0,28%       |
| Чеси         | Чеси         |             | 1           | 0,28%       |
| неопредељени | неопредељени |             | 15          | 4,33%       |
| непознато    | непознато    |             | 2           | 0,57%       |
| укупно: 346  |              |             |             |             |